# Hope Riley
Hope Riley (Lexington (Kentucky), 3 agosto 1979) è un'attrice statunitense.
È sposata con Tim Miner.

## Filmografia parziale

### Cinema
- L'amore non va in vacanza (The Holiday), regia di Nancy Meyers (2006)
- 17 Again - Ritorno al liceo (17 Again), regia di Burr Steers (2009)

### Televisione
- Settimo cielo - serie TV, episodio 6x14 (2002)

## Doppiatrici italiane
- Sara Ferranti in L'amore non va in vacanza